# 番仔林投
番仔林投（学名：Dracaena angustifolia），又名长花龙血树，为天門冬科虎斑木屬下的一个种。是常綠灌木，株高可達3公尺，叢生狀，莖細直，老株葉簇叢生枝端。春之夏季開花，圓錐花序，頂生，小花白綠色。夏至秋季結果，漿果橙黃色。葉無柄，線形或劍形。密葉灌木，質感中。淺根植物。

## 扩展阅读
- 維基物種上的相關：番仔林投